# Massachusetts – Das Bee Gees Musical
Massachusetts – Das Bee Gees Musical ist ein Jukebox-Musical, das Songs der britisch-australischen Gruppe Bee Gees von ihren Anfängen 1967 bis 2003 verwendet. Dargeboten werden sie von The Italian Bee Gees sowie drei ehemaligen Bandmitgliedern der Bee Gees.

## Handlung
Drei junge Frauen begeben sich 2003 in Sydney als blinde Passagiere an Bord eines Schiffes, das sie auf der Suche nach einem der Väter nach London bringen soll. Das Schiff birgt jedoch ein Geheimnis: Es ist eine riesige Zeitmaschine. Versehentlich wird sie in Gang gesetzt und die drei Frauen erleben ein großes Abenteuer. Auf ihren Zeitreisen zwischen den 1960er Jahren und der Gegenwart begegnen sie dabei immer wieder den Bee Gees und erleben Meilensteine der Bandgeschichte mit. Schließlich finden sie auch den vermissten Vater.

## Aufbau
Massachusetts – Das Bee Gees Musical ist eine Mischung aus Musical und Konzert. Neben den Songs der eigentlichen Handlung moderiert der Darsteller des Kapitäns die Vorstellung, indem er die ehemaligen und aktuellen Bandmitglieder vorstellt, auf ihre Biografie eingeht und ihren musikalischen Werdegang anspricht. Zwei weitere Songs, von den Bee Gees für Diana Ross beziehungsweise Celine Dion geschrieben, werden von Letizia Mongelli und Laura Ugolini dargeboten. Neben Spielszenen gibt es Tanzszenen, Interviews und Videomitschnitte.

## Mitwirkende
Die drei Brüder Davide, Walter und Pasquale Egiziano bestreiten als The Italian Bee Gees den größten Teil des Musicals. Unterstützt werden sie aktuell von dem ehemaligen Bee-Gees-Mitglied Vince Melouney (Gesang und Gitarre) sowie von dem früheren Keyboarder der Band Blue Weaver. 
Das Keyboard ist mit Roberto Risorto besetzt, E-Gitarre spielt Roberto Ventura, Danilo Chiarella spielt Bass und Vincenzo Infusino Schlagzeug. Laura Ugolini und Letizia Mongelli übernehmen den Backgroundgesang.
Tänzerinnen sind Jazzmin Caruana und Letitia Coulson, Tänzer sind Gabor Cséri und Patrick Eaton. Die Moderatorin ist die Wiener Sängerin und Schauspielerin Alina Toifl.
Regie führte Kolja Schallenberg. Für die Produktion zeichnet Reset Production verantwortlich.

## Songs (Auswahl)
- Spicks and Specks
- To Love Somebody
- New York mining disaster
- I’ve gotta get a message to you
- Words
- I started a joke
- First of May
- World
- Massachusetts
- How deep is your love
- Stayin’ alive
- Night fever
- Tragedy
- You win again
- Saved by the bell

## Aufführungsorte
Das Musical wird seit Anfang 2013 auf einer Tournee durch Deutschland aufgeführt.

## Trivia
- Um das Schlagzeug besser aussteuern zu können und Feedbacks zu vermeiden, wird es auf der Bühne von durchsichtigen Wänden abgeschirmt.

## Kritik
„Vielleicht ist es der ganz ehrliche, tiefe Respekt, den die drei Brüder Walter, Davide und Pasquale Egiziano ihren englischen Vorbildern entgegenbringen, einer der markantesten Unterschiede zu  zwielichtigeren Nachlassverwaltern. Ohne Koketterie, aber auch ohne Naivität, sondern auf künstlerisch erstaunlichem Niveau konzertieren sich die drei durch die Lebens- und  Erfolgsgeschichte der laut Guinness-Buch der Rekorde „erfolgreichsten Familienband aller Zeiten.“
Dazu gehört auch, dass die Italian Bee Gees gerade in Bezug auf Äußerlichkeiten die Legende eher zitieren statt kopieren. Kostüme und Aussehen sind zwar irgendwie entlehnt, aber eben nicht mehr. Dafür ist die Ähnlichkeit der Stimmen, die sich gerade in den für die Bee Gees so exemplarischen sehr dichten Satzgesang offenbart, frappant. Um diese Songs überzeugend auf die Live-Bühne zu bringen, sind schon erhebliche musikalische Kenntnis und viel Können vonnöten. Deswegen hat der letzte überlebende Bruder Barry Gibb der Show persönlich seinen Segen gegeben.“